# Luv’
A Luv’ együttes 1977-ben alakult holland női trió, a holland könnyűzene egyik legsikeresebb képviselője. 1977 és 1981 között gyakori szereplői voltak az európai országok slágerlistáinak, sőt Dél-Afrikában és Mexikóban is népszerűvé váltak. 1981-ben az együttes feloszlott, ami az eurodisco népszerűségének visszaesésével állt összefüggésben. 1989 és 1994 között az együttes újra összeállt, de csak 1993-tól az eredeti felállásban. Bő egy évtized után, 2005-től a Luv’ újra létezett, ugyancsak eredeti felállásban. 2012-ben feloszlottak.

## A tagok
- Marga Scheide (1977–1981, 1989–1994, 2005–2007)
- José Hoebee (1977–1981, 1993–1994, 2005-től)
- Patty Brard (1977–1980, 1993–1994, 2005-től)
- Ria Thielsch (1980–1981)
- Diana van Berlo (1989–1992)
- Michelle Gold (1989–1990)
- Carina Lemoine (1990–1992)

## Karriertörténet

### A kezdetek
1976-ban két holland zenei producer, Hans van Hemert és Piet Souer, valamint Han Meijer menedzser a Silver Convention német női diszkótrió sikereinek hatására úgy döntöttek, hogy egy női együttest szerveznek. Készen volt már a My Man című szerzemény, ennek előadásához kerestek énekeseket. José Hoebee (* Hollandia, Best, 1954. március 29.) hivatásos énekesnő volt, a Young Tradition trió tagja, melyet lánytestvéreivel hozott létre. Nevüket később Elongira változtatták, és számos lemezcégnél jelentkeztek meghallgatásra. Piet Souer felvett velük egy kislemezt, majd Josét meghívta a Luv’ tagjai közé. Marga Scheide (* Amszterdam, 1954. február 15.) modell volt. Patty Brard (* Új-Guinea, Sorong, 1955. március 25.) eredetileg egy titkárnői állást pályázott meg Hans van Hemertnél, aki azonban az énekesnői pályát javasolta számára az alakuló Luv’ együttesben.

### Az áttörés
A Luv’ első kislemeze, az 1977-ben megjelent My Man Hollandiában és a szomszédos Belgiumban egyaránt felkerült a slágerlistára, ám a következő korong, a Dream, Dream iránt már nem volt nagy érdeklődés. Van Hemert azonban ajánlatot kapott a VPRO holland tévécsatornától, hogy írjon egy dalt a Waldolala című műsoruk számára. Van Hemert és Souer ekkor írták a uo. Me (Welcome to Waldolala) című számot, amelyet persze a Luv’-val vettek fel. A trió fellépett a műsorban is, a dal pedig Hollandiában és Belgiumban bekerült a Top 5-be. A nemzetközi siker 1978-ban következett a You're the Greatest Lover című kislemezzel, amely több európai országban a slágerlisták élére került. (A slágert 2000-ben Loona dolgozta fel Latino Lover címmel, új szöveggel.) A siker folytatódott olyan dalokkal, mint a Trojan Horse, a Casanova vagy az Ooh, Yes I Do. Természetesen a kislemezek mellé 1978-tól albumok is társultak, melyek közül különösen a With Luv’ és a Lots of Luv’ voltak kiemelkedően sikeresek. 1979-ben a Luv’ volt Hollandia legkelendőbb exportcikke: 2 és fél millió eladott lemezükért díjat kaptak a Conamus alapítványtól, amely a holland zene külföldi népszerűsítésével foglalkozott. Az NSZK-ba rendszeresen meghívták őket a két legnépszerűbb zenés tévéműsorba, a Discoba és a Musikladenbe. Ezekben a műsorokban a pop és diszkó műfaj olyan hírességeivel együtt léptek fel, mint például az ABBA, Amanda Lear, a Boney M., a Village People, a The Jacksons, a Sister Sledge, a Chic vagy a Blondie. A You're the Greatest Lover című kislemezből az NSZK-ban 600 ezer példány fogyott, a dalt pedig felhasználták a Magyarországon is népszerű Derrick című tévésorozat egyik epizódjához: Anschlag auf Bruno (6. évad, 2. rész). A hatalmas piacot jelentő spanyol nyelvterület számára a Luv’ spanyol nyelven is lemezre énekelte két slágerét. Az Eres Mi Mejor Amante (You're the Greatest Lover) Spanyolországban nem lett igazán nagy siker, a Si, Que Si (Ooh, Yes I Do) Mexikóban viszont vezette a slágerlistát.
1979-ben a Luv’ életében számos változás történt. Han Meijer menedzser helyébe Pim Ter Linde lépett. A lányok, producereik és Ter Linde Interluv’ / Luv’ BV néven egy korlátolt felelősségű társaságot hoztak létre annak érdekében, hogy ellenőrzésük legyen az együttes karrierjének minden területe fölött. A lányok kiadót is váltottak: a Philips Records helyett a francia érdekeltségű Carrere céggel írtak alá egy egymillió guldenes szerződést.
1980 nyarán, a One More Little Kissie című kislemez megjelenése után Patty Brard váratlanul kilépett az együttesből. Utódja Ria Thielsch (* Új-Guinea, Manokwari, 1951. augusztus 25.) modell és limbótáncos lett, aki addig a Ricardo and the Flames című show-ban lépett fel. A közönség 1980 őszén ismerkedhetett meg vele az újabb kislemez, a My Number One és az új album, a Forever Yours megjelenése, illetve a hozzájuk kapcsolódó médiaszereplések alkalmával. Ezek a kiadványok Hollandiában és Belgiumban fogytak igazán jól. Szó volt arról, hogy a Luv’ 1980 novemberében a Be My Lover Tonight című dallal részt vesz a Yamaha-fesztiválon (ami tulajdonképpen az Eurovíziós Dalfesztivál keleti megfelelője). Az együttes azonban a fesztivál helyett a német Musikladenben vállalt még egy fellépést.

### A búcsú
1981 márciusában bejelentették, hogy a Luv’ feloszlik. Előtte még szóba került, hogy fellépnek egy görögországi UNICEF-gálán, továbbá Japánba, a Szovjetunióba és Ausztráliába utaznak promóciós turnékra. Ezekre végül nem került sor. 1981 augusztusában volt a Luv’ búcsúfellépése a Veronica tévécsatorna Nederland Muziekland című műsorában, melyet az Efteling szabadidőparkban vettek fel egy nagyszabású fesztivál részeként. A lányok utolsó kislemezük slágerét (Tingalingaling) énekelték. A Carrere a Goodbye Luv című válogatásalbummal búcsúztatta a triót. Az együttes 1977 és 1981 között hétmillió kis- és nagylemezt adott el.

### A visszatérés
1988-ban a holland tévé Samen című jótékonysági műsora alkalmából a Luv’ eredeti felállásban újra összeállt. Az akkoriban sikeres brit szerző-producer trió, a Stock Aitken Waterman szívesen vállalta volna a Luv’ új albumának gondozását, ám a nagylemez végül nem készült el. José és Patti nem kívánták folytatni a közös munkát. Marga ezért 1989-ben két másik énekesnővel, Diana van Berlóval és Michelle Golddal társult, és velük vette fel a Welcome to My Party című kislemezt. A dal 1989 őszén a holland slágerlistán 22. lett, a flamand toplistán pedig 28. Az újjáalakult Luv’ más holland női együttesekkel (Mai Tai, Frizzle Sizzle stb.) közösen részt vett a Star Maker című kislemez elkészítésében, melyet a harmadik világ gyermekeinek megsegítésére vettek fel. 1990-ben Michelle Gold távozott, Carina Lemoine lépett a helyére. Az öbölháború idején a trió fellépett Dubajban, hogy az ott szolgáló holland csapatokat szórakoztassa. A Marga, Diana, Carina felállás 1992-ig létezett.
Az 1990-es évek elején előbb a svéd ABBA, majd a német Boney M. is nagy sikereket ért el Gold című válogatáslemezeikkel, illetve a More Gold című folytatással. Innen jött az ötlet, hogy a Luv’-tól is jelenjen meg egy Gold album. A lemezhez egy új egyveleg is készült Megamix ’93 címmel. Mivel a holland slágerlistára mindkét kiadvány felkerült (a 14., illetve a 23. helyre), a hölgyek turnéra mentek előbb hazájukban, majd Belgiumba, Németországba és Dániába. 1994-ben All You Need is Luv’ címmel új albumot készítettek. Ezt a Roman Disc független lemezcég kizárólag drogériákban forgalmazta, ezért a slágerlistákra nem tudott felkerülni. A trió még ugyanabban az évben ismét feloszlott. A csapat megalakulásának 25. évfordulója tiszteletére a holland Universal Music kiadta a 25 Jaar Na Waldolala című válogatásalbumot, amelyen bónuszanyagként szerepelt négy Luv’-sláger spanyol nyelvű változata, illetve José és Marga néhány szólófelvétele. 2005-ben Hans van Hemert négy évtizedes produceri pályafutásának megünneplése alkalmából a Luv’ újra fellépett. Egy esztendővel később az RTL 5 holland és a VTM flamand tévécsatorna bemutatta a Back In Luv’ című folytatásos dokumentumfilmet a trió pályafutásáról, továbbá megjelent az azonos című DVD, valamint Completely In Luv’ címmel kiadták az együttes első négy sorlemezét CD-n, ritkaságokkal kiegészítve. René Froger, Gerard Joling és Gordon – három népszerű holland énekes – alkalmi társulása volt a Toppers, melynek 2006. október 26-án, 27-én és 28-án tartott koncertjein a Boney M.-ből ismert Bobby Farrell mellett a Luv’ volt a vendégsztár. José, Marga és Patty azóta tévéshow-kban és élő fellépéseken találkozik régi és új rajongóikkal: a diszkózene fénykorának az új évezredben is aktív sztárjai közül a Luv’ az egyetlen, amelyik eredeti felállásban koncertezik.

## Ismertebb lemezeik
(A címek mellett a különböző slágerlistákon elért helyezések találhatók. Rövidítések: A = Ausztria, B = Belgium, D = Dánia, DA = Dél-Afrika, F = Franciaország, FL = Flandria (Belgium), H = Hollandia, L = Lengyelország, M = Mexikó, N = NSZK, S = Svájc)

### Kislemezek
- 1977 My Man / Don’t Let Me Down (Philips) – H #12, FL #10
- 1977 Dream, Dream / Hang On (Philips)
- 1978 uo. Me (You Owe Me) / Hang On (Philips) – H #3, FL #2
- 1978 You're the Greatest Lover / Everybody’s Shakin’ Hands on Broadway (Philips) – H #1, FL #1, N #1, S #1, D #1, A #2, DA #15, F #37
- 1978 Trojan Horse / Life Is on My Side (Philips) – H #1, FL #1, D #1, L #1, A #2, S #2, N #3, DA # 17, F #36
- 1979 Casanova / D. J. (Philips) – A #2, D #3, S #4, FL #5, H #6, N #6
- 1979 Eeny Meeny Miny Moe / I. M. U. R. (Philips) – FL #9, H #11, D #14, S #28, N #36
- 1979 Who Do You Wanna Be / I. M. U. R. (Philips)
- 1979 Ooh, Yes I Do / My Guy (Carrere) – M #1, D #2, H #5, B #7, N #27, F #44
- 1980 Ann-Maria / Flash (Carrere) – FL #10, H #11, D #13, N #37
- 1980 One More Little Kissie / I Win It (Carrere) – H #9, FL #15, D #17, N #75
- 1980 My Number One / The Show Must Go On (Carrere) – H #5, FL #5, N #60
- 1981 Tingalingaling / Billy the Kid (Carrere) – H #29
- 1989 Welcome to My Party / No Cure No Pay (Dureco / High Fashion Records) – H #22, B ##28
- 1989 4 Gouden Hits (Philips)
- 1989 You're The Greatest Lover (mini CD, Philips, Németország)
- 1989 Luv’ Hitpack (Mercury)
- 1989 STAR MAKER signé All Stars (a Luv´ és más holland hírességek) (Dureco)
- 1989 I Don’t Wanna Be Lonely (High Fashion Records / Dureco)
- 1990 Hasta Mañana (RCA)
- 1990 Hit-Medley (RCA)
- 1991 Jungle Jive (RCA)
- 1991 The Last Song (RCA)
- 1991 He’s My Guy (RCA)
- 1992 This Old Heart of Mine (JAM)
- 1993 Megamix ’93 (Arcade) – H #23
- 1993 LUV Dance-Medley (Ultrapop / Edel Company Germany)

### Albumok
- 1978 With Luv’ (Philips) – H #6, N #50, A #15
- 1979 Lots of Luv’ (Philips) – H #7, N #39, A #13
- 1979 True Luv’ (Carrere) – H #13
- 1980 Forever yours (Carrere) – H #13
- 1989 For You (Dureco / High Fashion Records)
- 1991 Sincerely Yours (RCA)
- 1994 All You Need Is Luv´ (Roman Disc)
- 1995 One More Night (az All You Need Is Luv’ új kiadása / Pink)
- 2006 Completely In Luv’ (4 CD Box a With Luv’, a Lots of Luv', a True Luv’ és a Forever Yours remaszterizált változataival, bónuszfelvételekkel és remixszekkel kiegészítve / Universal Music) – H #95

### Válogatások
- 1977 3X3 = Disco (egyveleg holland gyerekdalokból / Philips)
- 1979 Greatest Hits (Philips)
- 1980 With Love from Luv’ (Carrere)
- 1981 Greatest Hits Babe / Luv’ (Philips)
- 1981 Goodbye Luv’ (Carrere)
- 1981 Original Top-Hits (Europa)
- 1981 Motive (Philips)
- 1989 Greatest Hits (Mercury)
- 1992 Megamix (Arcade)
- 1993 Luv’ Gold (Arcade) – H #13
- 1995 My Number One (Digimode)
- 1998 You're the Greatest Lover (Rotation / PolyGram)
- 1998 You're the Greatest LUVer (Mercury / PolyGram)
- 2002 The Universal Master Collection: Luv’ (Mercury / Universal Music)
- 2002 Hollands Glorie: LUV’ (CNR)
- 2003 25 Jaar Na Waldolala (Universal Music)
- 2006 Het Mooiste Van Luv’ (Universal Music)

## DVD
- 2006 Back In Luv’ (DVD Princess Entertainment)

## Külső hivatkozások

### Weboldalak
- Rajongói honlap holland nyelven
- Holland nyelvű pályakép
- Angol nyelvű pályakép
- Képes diszkográfia
- Fotógaléria

### Videók
- You’re the Gretest Lover
- Trojan Horse
- Casanova
- Ooh, Yes I Do